# Honda VFR 1200F
La Honda VFR 1200F è la settima generazione delle moto da turismo Honda delle serie Honda VFR dotate di un motore trasversale V4. 
La VFR 1200F dispone di diverse nuove tecnologie che includono il primo cambio a doppia frizione disponibile su una motocicletta. È stata prodotta dal 2009 al 2016.

## Sviluppo

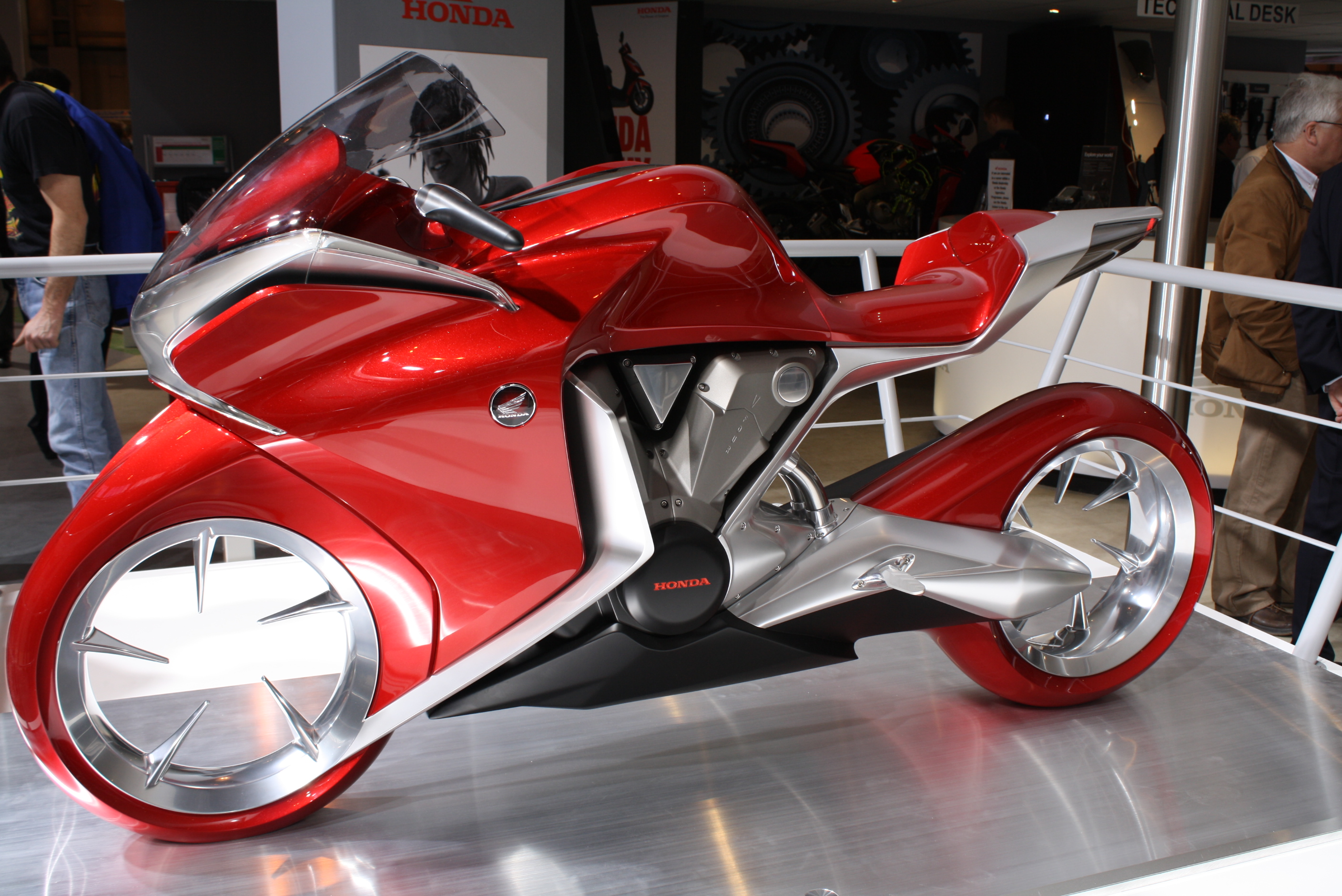
Honda V4 Concept Model

La prima concept bike V4 è stata presentata all'Intermot del 2008 a Colonia, in Germania. Aveva elementi distintivi di design che dovevano apparire nella produzione VFR 1200 F, in particolare i fari a forma di X. Le fughe di notizie e di foto di una nuova Honda sono apparse in vari luoghi, tra cui fonti news tradizionali e online. Honda ha creato dei siti teaser nell'autunno del 2009, in cui sono state mostrate alcune parti molto allettanti del nuovo V4 e un conto alla rovescia. Otto anni dopo l'introduzione della precedente 6ª generazione VFR800, Honda ha presentato la produzione VFR1200F al Motor Show di Tokyo del 2009. Designer della nuova VFR 1200 F è lo spagnolo Teofilo Plaza.
Le reazioni all'introduzione della VFR 1200 sono state contrastanti. Alcuni si aspettavano un ritorno del VFR al passato delle competizioni, a causa di un modello concettuale molto più incentrato sullo sport e con l'architettura del motore V4 proveniente dalla moto Honda RC212V MotoGP. Altri hanno osservato che la Honda ha continuato la sua tradizione legata all'utilizzo della linea VFR per mostrare nuove tecnologie: il precedente VFR 800 ha introdotto la VTEC di Honda sul mercato mondiale e la nuova VFR 1200 è diventata la prima moto in produzione ad avere un cambio automatico DCT a doppia frizione. 
Già nel 2009 correvano immagini di una moto molto più massiccia che faceva ipotizzare un aumento di cilindrata dello storico modello Honda, ma le innovazioni non si limitano solo alla cubatura. Il motore è totalmente differente da quelli precedenti, sia per angolatura (passata da 90° a 76°), per l'altezza, sia per il funzionamento. Riprende anche alcune soluzioni viste sul motore da 5 cilindri a V della RC211V in MotoGP.
Pur essendo aumentata la cilindrata, il motore 1200 risulta essere più compatto del vecchio 800 in senso longitudinale. Tale risultato si è ottenuto con l'adozione del sistema UNICAM precedentemente impiegato sulle Honda da cross.
Numerose le ulteriori soluzioni messe in campo dai motoristi Honda per questa versione. 
Per diminuire le vibrazioni e dare più corposità al motore è stata prestata particolare attenzione alla sequenza con cui si innesca la combustione nei cilindri, mentre per migliorare la risposta del motore è stato introdotto, per la prima volta su una moto Honda, l'acceleratore elettronico TBW (Throttle By Wire); il sistema può scegliere l'angolatura della farfalla più adatta alla situazione, compatibilmente con lo stile di guida del pilota. Il rapporto di compressione è di 12:1 ed è stato introdotto il sensore di detonazione. L'impianto di scarico è stato corredato di una valvola che chiude uno dei condotti di uscita quando ci si trova sotto i 5000 giri aumentando la risposta del motore ai bassi regimi.
Sempre traendo ispirazione dalla MotoGP si trova il carter sigillato ed in depressione; il raffreddamento è a liquido. Non sono più presenti i doppi radiatori laterali caratteristici della vecchia versione ma bensì un classico radiatore frontale, mentre, al posto del radiatore dell'olio, vi è un sistema di "scambiatore olio-acqua".
Il motore risulta essere tra i più potenti della categoria: 173 CV a 10.000 giri con una coppia di 116 N•m già da 4000 giri ed un picco massimo di 129 Nm a 8750 giri.
Altra caratteristica evidente è la scomparsa della trazione a catena, sostituita da un più affidabile albero cardanico.
La Honda VFR 1200 FD è stata la prima moto al mondo ad essere proposta con cambio automatico a doppia frizione DCT (Dual Clutch Transmission). Tale sistema, ideato e brevettato da Honda, prevede 2 impostazioni di guida che possono essere scelte autonomamente dal pilota tramite un comando posto sul semi manubrio di destra: in posizione MT, le marce vengono selezionate con due pulsanti posti sul semi manubrio di sinistra, con i quali è possibile scegliere di passare ad un rapporto superiore o inferiore, mentre in modalità AT l'innesto delle marce avviene automaticamente secondo le impostazioni della relativa centralina. In entrambi i casi è stata verificata l'assenza di movimento del veicolo durante la cambiata dei rapporti, mentre, sulla versione con cambio tradizionale, i movimenti sono risultati limitati, ma molto più evidenti.
Esteticamente, la moto appare molto avveniristica e classica nelle linee, facendosi apprezzare anche tra piloti più maturi, come nel pieno concetto di Turismo sportivo aperto dalla VFR.
Al posto dei doppi fari anteriori presenti sulla precedente VFR 800, dove campeggiavano 4 lampade H7 e 2 lampadine di posizione, la nuova VFR ha un unico faro a X con 2 lampade H7 sovrapposte (una per l'abbagliante e una per l'anabbagliante), mentre le frecce sono passate dalla carenatura agli specchietti retrovisori.
Le fiancate si raccordano perfettamente con il serbatoio e sono prive di viti. La carenatura è a doppio strato e consente un passaggio d'aria fresca dalla zona anteriore alle gambe del pilota. La strumentazione è sempre digitale e molto simile a quella della VTEC, ove è stato aggiunto l'indicatore della marcia ed una spia di controllo della funzionalità del motore.
La posizione di guida risulta essere comoda sia per il pilota che per il passeggero, mentre i consumi risultano essere elevati ma in linea con la tipologia di moto. 
Nell'ambito delle consuete attività di monitoraggio della qualità dei prodotti, Honda ha però identificato e definito un'attività di richiamo per un numero ristretto di questo modello 2010: a quanto sembra, in rare occasioni, particelle estremamente piccole di alluminio potrebbero aver ristretto il passaggio dell'olio motore nei condotti riducendone così la capacità di lubrificazione; per questo motivo la casa ha deciso di intraprendere tempestivamente una campagna di richiamo al fine di ispezionare tutti i veicoli potenzialmente interessati già consegnati, nonostante sembri che il problema abbia un tasso di occorrenza estremamente basso.
Dal 2012 la moto è stata equipaggiata del controllo di trazione TCS (Traction Control System) disinseribile attraverso un tasto posizionato sulla sinistra della carena/cupolino. Con tale aggiornamento, Honda ha risposto alle richieste di alcuni proprietari di VFR1200F che trovavano vuota l'erogazione del motore tra i 3.000 ed i 4.000 giri. L'aggiornamento ha riguardato anche la capacità del serbatoio benzina.